# یک بوسه (ترانه)
یک بوسه (به انگلیسی: One Kiss) تک‌آهنگی از هنرمند اهل بریتانیا کالوین هریس به همراه خواننده انگلیسی دوآ لیپا است.
این ترانه در چارت‌های اتریش، کرواسی، جمهوری چک، آلمان، یونان، ایرلند، اسرائیل، لاتویا، هلند، پرتغال، اسکاتلند، و بریتانیا به رتبه یک دست یافت.